# 伊勢湾台風物語
伊勢湾台風物語（いせわんたいふうものがたり）は、1989年11月4日に公開された日本のアニメーション映画。制作には未来工業が参加しておりメセナの一環として制作された。建設省・農林水産省・運輸省推薦作品。

## 概要
1959年（昭和34年）に東海地方に甚大な被害をもたらした伊勢湾台風による災害被害とその惨劇を描いたアニメーション作品で、劇中の描写から天白川河口近くの名古屋市南部（南区柴田）が舞台とされる。

## あらすじ
1959年（昭和34年）9月26日、土曜日。小学校6年生の津島ひかりと同級生西沢利夫他クラスメイト達は明日の運動会を楽しみにしていた。しかし、台風15号の接近のため運動会は中止となる。
その後、台風は勢力を強め紀伊半島潮岬に上陸する。強力な台風で発生した高潮による氾濫、さらに貯木場から流出した大量の木材により、多数の家々が破壊され大勢の人々も一緒に飲み込まれていった。ひかりの一家は辛くも屋根の上に逃げるが高波が押し寄せ一家は全員流されてしまう。ひかりの愛犬ブチは溺れかけたひかりを背負って濁流の中神社の大木へと泳ぎ着き、ひかりはその枝に漂着するものの、ブチは波の中へと消えてしまう。そして、逃げ遅れた為に家に閉じ込められた利夫は母と共に天井を破って屋根へ上がろうと試みるが、刻々と濁流が流れ込んでゆく。
翌日、ひかりは発見されたが、両親は助からなかった。利夫を可愛がっていた老人徳三はまだ水の引かない利夫の家で驚愕する。それから時は過ぎ、当時の自分と同じ年頃の娘の母となったひかりは、娘と共に訪れた先のかつての街並である人物と再会して物語は幕を閉じる。各地に甚大な被害をもたらした台風15号は後に伊勢湾台風と呼ばれることになった。

## キャスト
名古屋市が舞台ということもあり、メインの声優陣には愛知県出身者が多く起用されている。
- 津島ひかり - 小山茉美（西尾市出身）[2]
- 西沢利夫 - 戸田恵子（名古屋市出身）[2]
- 津島猛（ひかりの父） - 戸谷公次（名古屋市出身）[2]
- 津島千代（ひかりの母） - 山口奈々（東京都出身も名古屋弁が特技）[2]
- 西沢竜一 - 堀秀行
- 西沢梅子（利夫の母） - 鈴木富子（愛知県出身）[2]
- 西沢渚（利夫の妹） - 杉山佳寿子（名古屋市出身）[2]
- 阿久根忠治 - 川島千代子[2]
- 阿久根忠雄 - 秋元羊介[2]
- 徳三 - 滝雅也（名古屋市出身）[2]
- 今井台長 - 阪脩[2]
- 熊田校長 - 北村弘一[2]
- 五十嵐教頭 - 矢田耕司[2]
- 木村先生 - 小林通孝[2]
- 添島予報課長 - 田中亮一[2]
- 柳沢三千代[2]
- アラン・ホイットニー[2]
- ジョン・プロウカリング[2]
- ロバート・ウュシュラー[2]

## スタッフ
- 企画 - 加藤潤一（ヘラルドコーポレーション）[2]
- 製作 - 瀬戸義昭（スペース映像）、山田昭男（未来工業）、伊藤叡（虫プロダクション）[2]
- 原作・監督・脚本 - 神山征二郎[2]
- 演出 - 岩本保雄[2]
- 作画監督・キャラクターデザイン - 北崎正浩[2]
- 美術 - 門野真理子[2]
- 撮影 - 藤田正明[2]
- 編集 - 尾形治敏、伊藤勇喜子[2]
- 音楽 - 針生正男[2]
- 録音 - 明田川進[2]
- 製作協力 - ヘラルドコーポレーション、神山プロダクション[2]
- 制作 - 虫プロダクション、未来工業
- 製作・配給 - スペース映像

## 主題歌
- 「出逢えてよかった」作詞：水上貴子　作曲：橋本昌司　歌：小山茉美[1]

## 関連商品
- 『伊勢湾台風物語 (VHS)』（1999年4月）